# Spongilla inarmata
Spongilla inarmata är en svampdjursart som beskrevs av Annandale 1918. Spongilla inarmata ingår i släktet Spongilla och familjen Spongillidae.
Artens utbredningsområde är havet kring Japan. Inga underarter finns listade i Catalogue of Life.